# 1843 Jarmila
1843 Jarmila este un asteroid din centura principală, descoperit pe 14 ianuarie 1972 de Luboš Kohoutek.